# Вірідіана
«Вірідіана» (ісп. Viridiana) — кінодрама Луїса Бунюеля 1961 року, поставлена за романом Беніто Переса Гальдоса «Альма». Перший повнометражний сюжетний фільм Бунюеля, знятий на батьківщині в Іспанії. На 14-му Каннському кінофестивалі прем'єра фільму, в якому режисер порушує заборонені для франкістської Іспанії теми інцесту, суїциду, насильства над жінкою, святотатства і «шведської сім'ї», спричинила великий скандал, розлютила Ватикан і призвела до заборони фільму в Іспанії на 16 років (аж до падіння франкістського режиму).

## Сюжет
Вірідіана (Сільвія Піналь) — молода послушниця, яка мріє лише про служіння Богові. Перед тим, як прийняти постриг, вона погоджується на пропозицію дядька, дона Хайме (Фернандо Рей), який утримував її протягом багатьох років, і приїжджає до нього додому. Дядько вражений її схожістю з покійною дружиною, яка померла у весільній сукні під час шлюбної ночі, і просить Вірідіану зробити йому послугу й одягти увечері цю сукню. Він підсипає в її келих снодійне, кладе непритомну Вірідіану в ліжко і починає роздягати, проте, опам'ятавшись, полишає її кімнату.
Ранком дон Хайме заявляє, що під час безпам'яття Вірідіани він був близький з нею, що насправді не відповідає дійсності. Обурена дівчина негайно полишає його будинок з наміром повернутися в монастир, проте на вокзалі їй повідомляють, що дядько повісився. Вірідіана повертається додому і приймає рішення «самостійно» творити добро, відкривши у будинку дона Хайме богадільню для немічних і убогих. Вона не бачить, що облагодіяні нею люмпени, які лицемірно називають її святою, таємно сміються над нею, а за її відсутності поводяться розбещено і нетерпимо.
Тим часом до будинку прибуває красивий, енергійний і прагматичний син дона Хайме, Хорхе (Франсіско Рабаль), зі своєю співмешканкою. Він мріє провести до будинку електрику і налагодити в маєтку сільськогосподарське виробництво. Самовіддана турбота Вірідіани про жебраків викликає у нього посмішку. Посварившись із подругою, він таємно сходиться з Рамоною — вірною служницею дона Хайме. Одного разу увечері, коли мешканці будинку вирушають у справах до міста, жебраки заполоняють кімнати панів і під гуркіт хору Генделя «Алілуя» влаштовують там оргію. У ключовій сцені фільму бридкі, потворні фігури учасників пиятики застигають за столом у позах апостолів з «Тайної вечері» Леонардо да Вінчі.
Хорхе, Рамона і Вірідіана несподівано повертаються додому і розганяють непроханих гостей. Двоє жебраків, до яких Вірідіана була прихильною, нападають на Хорхе з ножем і намагаються зґвалтувати дівчину. Їх рятує тільки своєчасне прибуття поліції, яку викликала пильна Рамона. Оговтавшись від потрясіння, Вірідіана розпускає притулок і увечері приєднується до дона Хорхе і Рамони за картковим столом у своєрідному ménage à trois. Підсумок фільму: «Її прагнення до ідеалу, самовіддана доброта і спроби своєрідного „ходіння в народ“ зазнають краху, знищуючи як особу її саму і зводячи в могилу нещасного дядечка» (Андрій Плахов).

## В ролях
| Сільвія Піналь   | ···· | Вірідіана |
| Франсіско Рабаль | ···· | Хорхе     |
| Фернандо Рей     | ···· | дон Хайме |
| Маргарита Лосано | ···· | Рамона    |
| Вікторія Сінні   | ···· | Люсія     |
| Тереса Рабаль    | ···· | Рита      |

## Визнання
Попри відторгнення консерваторів, «Вірідіана» розділила «Золоту пальмову гілку» Каннського фестивалю з французьким фільмом «Настільки тривала відсутність». У багатьох кінознавчих роботах «Вірідіану» розглядають як magnum opus Бунюеля і центральний твір іспанського кінематографа загалом.

## Нагороди
| Нагороди та номінації фільму «Вірідіана» | Нагороди та номінації фільму «Вірідіана» | Нагороди та номінації фільму «Вірідіана» | Нагороди та номінації фільму «Вірідіана» | Нагороди та номінації фільму «Вірідіана» | Нагороди та номінації фільму «Вірідіана» |
| Рік                                      | Кінофестиваль/кінопремія                 | Категорія/нагорода                       | Номінант                                 | Результат                                |                                          |
| ---------------------------------------- | ---------------------------------------- | ---------------------------------------- | ---------------------------------------- | ---------------------------------------- | ---------------------------------------- |
| 1961                                     | 14-й Каннський кінофестиваль             | Золота пальмова гілка                    | Вірідіана                                | Перемога                                 |                                          |
| 1962                                     | Гран-прі Асоціації кінокритиків Бельгії  | Гран-прі Асоціації кінокритиків Бельгії  | Гран-прі Асоціації кінокритиків Бельгії  | Перемога                                 |                                          |